# Home Sweet Home (film 1926 Gorman)
Home Sweet Home è un film muto del 1926 diretto da John Gorman.

## Trama
I soldi non fanno bene alla famiglia Dunlop: eredi di una grossa fortuna, i componenti la famiglia si trasferiscono a Long Island dove, però, iniziano i loro guai. La signora Dunlop si lascia invischiare in una storia con un falso conte che la corteggia, il signor Dunlop si sente attratto da un'altra donna mentre il figlio comincia a bere. L'unica che sembra conservare la testa sulle spalle è Natalie, la figlia, che riporta indietro la madre dopo che questa è scappata da casa con il conte.
Il fidanzato di Natalie, figlio del banchiere della città di provincia da cui provengono i Dunlop, venuto a visitarli, si dimostra disgustato dall'atmosfera che si respira in quella casa. Ma alla fine la famiglia si ricompone e Natalie può sposare il suo promesso.

## Produzione
Il film fu prodotto dalla John Gorman Productions.

## Distribuzione
Il copyright del film, richiesto dalla Pathé Exchange, Inc., fu registrato il 26 ottobre 1926 con il numero MU3628.
Il film sarebbe stato presentato in prima il 24 dicembre 1926 a New York ma, secondo altre fonti, non ci sono date precise della distribuzione della pellicola anche se alcune riviste e pubblicità danno per certo che sia stata presentata a New York e in Pennsylvania nel novembre e nel dicembre 1926.